# Oliver Hirschbiegel
Oliver Hirschbiegel (ur. 29 grudnia 1957 w Hamburgu) – niemiecki reżyser telewizyjny i filmowy, twórca m.in. Eksperymentu (2001) i Upadku (2004).

## Życiorys
Kształcił się w szkole artystycznej Hochschule für bildende Künste Hamburg. Z branżą filmową związany od połowy lat 80. Jako reżyser debiutował w 1986 filmem telewizyjnym Das Go! Projekt. Początkowo pracował przy produkcjach telewizyjnych, m.in. serialu Komisarz Rex. W 2001 wyreżyserował pierwszy film kinowy zatytułowany Eksperyment, za który otrzymał nagrodę Bayerischer Filmpreis. W 2004 nakręcił Upadek, poświęcony ostatnim dniom życia Adolfa Hitlera, który został nominowany do Oscara dla najlepszego filmu nieanglojęzycznego. W 2007 nakręcił thriller Inwazja, w którym głównej role zagrali Nicole Kidman i Daniel Craig, zaś w 2009 dramat Pięć minut nieba z udziałem m.in. Liama Neesona.

## Filmografia
- 1994–1997: Komisarz Rex (serial TV)
- 1997: Das Urteil
- 2001: Eksperyment
- 2002: Mein letzter Film
- 2004: Upadek
- 2005: Ein ganz gewöhnlicher Jude
- 2007: Inwazja
- 2009: Pięć minut nieba
- 2011: Borgia (serial TV)
- 2013: Diana
- 2015: 13 minut